# Gents
Het Gents is het stadsdialect gesproken in de Oost-Vlaamse hoofdstad Gent en in bredere zin ook in haar onmiddellijke omgeving. Het behoort tot de Oost-Vlaamse dialecten maar wijkt van het overige Oost-Vlaams sterk af, waardoor Gent een taaleiland vormt.

## Beknopte geschiedenis
Gent was vanaf de late Middeleeuwen de eerste Vlaamse plaats die door de Brabantse expansie haar taal zag verbrabantsen. Het Oost-Vlaams is dus in deze stad ontstaan; voordien sprak men in vrijwel heel het gewest Vlaanderen een taal die wij thans als West-Vlaams zouden herkennen. Veel van de vernieuwingen in Gent zijn geëxporteerd naar de kleinere steden en het platteland; andere vernieuwingen echter zijn binnen de grenzen van de stad blijven steken. Zo kreeg Gent zijn status als taaleiland. Die status werd nog versterkt doordat verschillende veranderingen die buiten Gent werden ingezet in de stad niet optraden, ongetwijfeld vanwege het gemeend "boerse" karakter ervan.
In de twintigste eeuw zijn langzamerhand de voorsteden van de stad 'vergentst', zij het alleen die voorsteden die al aan Gent waren vastgegroeid. Sint-Amandsberg, Gentbrugge en Ledeberg hebben het Gents al volledig overgenomen, Wondelgem en Mariakerke ten dele. Het gaat hier overigens om het burgerlijke Gents, niet om de taal van de onderklasse, die nog meer van het omringende Oost-Vlaams afwijkt. De dorpen/voorsteden buiten het beschreven gebied (Drongen, Evergem, Oostakker en Merelbeke) zijn nog niet aan dit proces onderhevig. Gent blijft dus een taaleiland, dat echter wel in omvang is toegenomen.

## Typische klanken

### Klinkerverschijnselen
In het noorden en midden van Oost-Vlaanderen - niet rond Lokeren, Aalst en Geraardsbergen - en een zuidoostelijk stukje West-Vlaanderen is de tegenstelling tussen korte en lange klinkers geheel verdwenen. Men kent slechts monoftongen en diftongen. Ook in Gent is dit het geval, maar waar men op het platteland de lange klinkers verkortte, gebeurde in Gent eerder het omgekeerde: korte klinkers werden lang. Zo klinkt een woord als pit in het Gents als pît [pı:t], en pad wordt pâd [pɑ:t]. De oorspronkelijke korte o kan in het Gents op twee manieren klinken: als een oo [o:] of als een ou [ɔu]. De realisatie hangt af van de medeklinker die erop volgt.
De Nederlandse klanken ei/ij en ui zijn in het Oost-Vlaams geworden tot middelopen monoftongen è [ε(:)] resp. èù [œ(:)] (conform wat hierboven gezegd werd: een korte klinker in de omgeving van Gent). In Gent lijkt de realisatie van deze klanken echter meer op de Brabantse, bekend uit bijvoorbeeld het Antwerps en het Brussels: een aa voor de Nederlandse ei-klank en een oë voor de Nederlandse ui-klank. Kijk klinkt in de omgeving van Gent dus als [kεk], in de stad als [ka:k]; uit wordt op het platteland [œt] en in Gent [ɔət].
De Nederlandse scherplange ee en oo klinken bijna zoals in het echte Oost-Vlaams, maar hebben geen naslag meer. Wel zijn ze lang. Been is bien [bi:n], niet bieën [biən] (bieën = bijen) ; brood is bruud [bRy:t], niet bruëd [bryət].
De ie, ee, eu, oe en uu zijn in het Gents tot vallende diftongen geworden met een lichte naslag. Het woord beke "beek" gaat daardoor de richting op van beike.

### Medeklinkerverschijnselen
In een groot gebied, dat ongeveer de noordwestelijke helft van de provincie Oost-Vlaanderen beslaat, worden de tenues p, t en k in de inlaut geleniseerd, dat wil zeggen verzacht, stemhebbend gemaakt tot [b], [d] en [g], een verschijnsel dat ook bekend is uit het Gronings en het Amerikaans Engels. Bakken verandert hierdoor in bagkng [bɑgŋ]. In het Gents is dit niet het geval: [bɑ:kə].
De veel voorkomende uitgang -en wordt niet als een lettergreepdragende nasaal ([n], met allofonen [m] en [ŋ]) gerealiseerd, zoals in het hele Oost- en West-Vlaams, maar alleen de sjwa wordt uitgesproken, zoals in het Brabants. Werken wordt dus tot wirke [βɪ:əRkə], niet tot wirkng [βɪərkŋ]. De gewone Vlaamse uitspraak van de uitgang -en wordt in Gent als stereotiep boers ervaren. In het Brugs is er iets dergelijks aan de hand: daar spreekt men de uitgang nog als in het Middelnederlands als [ən] uit - een minder extreme tegenstelling, die evenwel net zo goed haar wortels heeft in het niet-participeren in de op het platteland gebruikelijke uitspraak.
Zoals ook in het Brussels, het Mechels en een groot aantal stadsdialecten in Nederland (o.a. Haags en Zwols) wordt in het Gents de r gebrouwd, dat wil zeggen uvulair, op zijn Frans, uitgesproken. Deze verandering heeft zich pas in de twintigste eeuw definitief tot in de volksklasse doorgezet; daarvoor was het een kenmerk van de elite, die overigens in grote meerderheid Frans sprak (Gent was na Brussel een van de meest verfranste steden van Vlaanderen). Een Gentenaar wordt hier nog weleens om bespot door dialectsprekers uit de omgeving.
In archaïsch, plat Gents wordt de oude sch in het midden van een woord nog steeds uitgesproken: Het woord vis, in het Gents vîs [vı:əs], kan als meervoud vîssche [vı:əsχə] krijgen. Dit treft men elders slechts in het West-Vlaams aan; in het grootste deel van Oost-Vlaanderen is dit kenmerk allang verdwenen.
De [j] of [w] midden in een woord, vaak maar niet altijd op een plaats waar ooit een [d] heeft geklonken, evenals de [γ] en de [χ], zijn in het Oost-Vlaams verdwenen; zo echter niet in het Gents. Terwijl men op het platteland èërs [æərs] tegen "eieren" zegt, leggen Gentse kippen [æ:jəRs]. Oude klinkt op het platteland als [æ:ə]; in Gent echter als [æ:uwə]. Een ander deletiekenmerk, zeer algemeen ten noorden en westen van Gent, is het laten vallen van de ng in de inlaut. Zingen wordt in bijvoorbeeld Drongen en Evergem tot [zε:(ə)n]. In Gent is die ng echter bij alle sprekers bewaard gebleven. Sterker nog, in het plattere Gents wordt deze klank versterkt tot [ŋγ]: zèèngge [zε:iŋγə]. In wat meer burgerlijke milieus hoort men deze klank niet (meer). Vermoedelijk vloeit deze versterking voort uit het feit dat men zich af wilde zetten van de "boerse" uitspraak zonder ng.
De laatste jaren vindt een nieuwe uitspraak van de g ingang. Vanouds wordt deze letter als een gewone zachte g uitgesproken, maar de laatste jaren klinkt ze steeds vaker als een [h]. Deze nieuwe variant is ontstaan door de sterke migratie vanuit het platteland: ook in het West-Vlaams en het westelijke Oost-Vlaams wordt de <g> zo uitgesproken.

## Woordenschat
De woordenschat van het Gents verschilt niet zo radicaal van de omringende dialecten als de fonologie. Men kent in Gent veel meer Franse leenwoorden dan in de rest van Oost-Vlaanderen, uiteraard vanwege de sterke verfransing waarmee de stad in het verleden te maken had. Een enkele keer duikt in Gent een woord of uitdrukking op dat/die men in Oost-Vlaanderen niet kent maar elders weer wel, bijvoorbeeld benèèwd zaan voor "bang zijn" (elders in Oost-Vlaanderen: schuw zèn).

## Enkele bekende Gentse liedjes
- 't Vliegerke van Walter De Buck
- Edde uwwe niewe vailbak al?
- De sterkste man van Gent
- In mijn stroate zaant allmaol comeere
- Loetsebollekezoetse van Biezebaaze
- Mina, schuune ballerina van Jawadde

## Extra info
- J. Taeldeman, "Het Gents. Een eiland in het Oost-Vlaamse taalgebied" in Honderd jaar stadstaal, Kruijsen, Joep & Sijs, Nicoline van der (ed.) (1999) pp. 273-287. ISBN 9025495532
- Es da uuk Gensch?, documentaire (2024) – ook YouTube
- Week van het Gents